# Wehrkreis VI
Het Wehrkreis VI (Münster)  (vrije vertaling: 6e militaire district (Münster)) was een territoriaal militaire bestuurlijke eenheid tijdens de Weimarrepubliek, en later van het nationaalsocialistische Duitse Rijk. Het bestond vanaf 1919 tot 1945.
Het Wehrkreis VI (6e militaire district) was verantwoordelijk voor de militaire veiligheid van het gebied in Hannover (dit gebied werd later toegevoegd aan het Wehrkreis XI (Hannover)), Rijnprovincie (sinds de bezetting van het Rijnland in 1936) en Westfalen. Het Wehrkreis VI was ook verantwoordelijk voor de bevoorrading en training van delen van het leger van de Reichswehr of de Wehrmacht in het gebied.

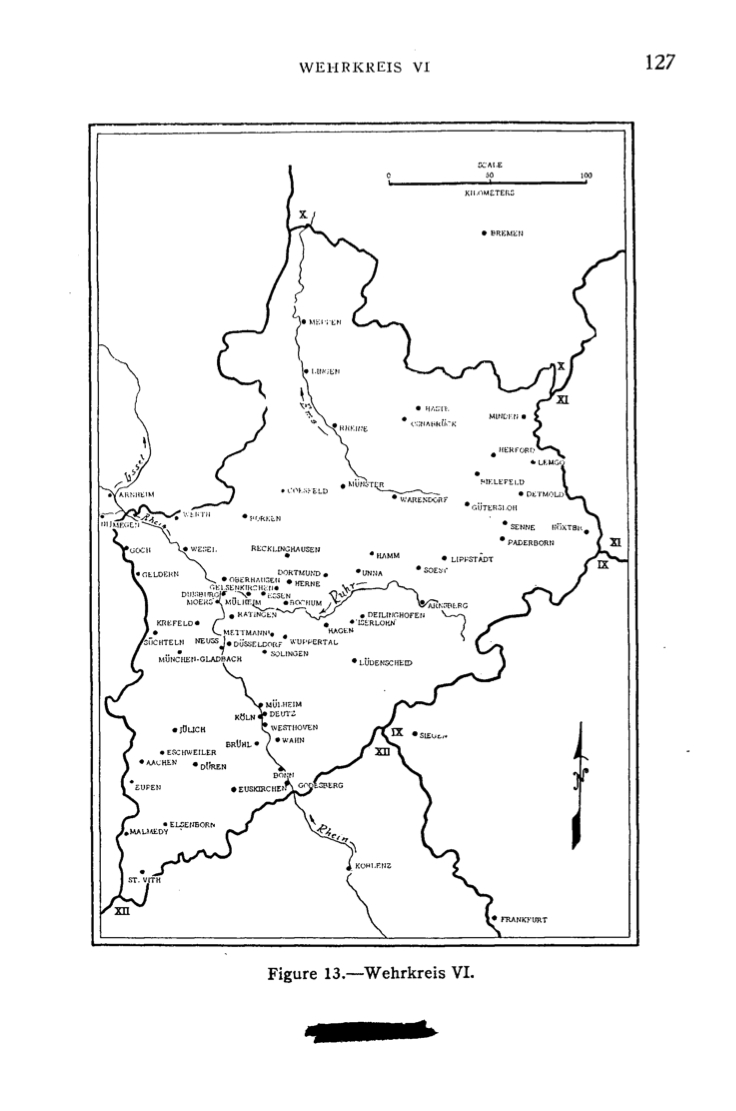
Kaart van het Wehrkreise VI in 1944.

Het hoofdkwartier van het Wehrkreis VI  (6e militaire district) was gevestigd in Münster in Westfalen.
In 1940 werd het territoriaal verder uitgebreid met het gebied Eupen-Malmedy na het herinlijving in het Duitse Rijk.
Het Wehrkreis VI  (6e militaire district) werd opgedeeld in vier Wehrersatzbezirk (vrije vertaling: vier reserve militaire districten) Münster i. W., Dortmund, Düsseldorf en Keulen.

## Bevelhebbers[2]
| Rang                   | Naam                 | Begin                               | Eind                                | Opmerking                                                        |
| ---------------------- | -------------------- | ----------------------------------- | ----------------------------------- | ---------------------------------------------------------------- |
| Generalleutnant        | Oskar von Watter     | 30 september 1919 - 1 oktober 1920  | 30 april 1920 - 1 april 1920        |                                                                  |
| Generalleutnant        | Rudolf von Horn      | 1 april 1920                        | 12 juli 1920                        | m. d. W. d. G. b. (mit der Wahrnehmung der Geschäfte beauftragt) |
| Generalleutnant        | Friedrich von Campe  | 12 juli 1920                        | 30 september 1920                   |                                                                  |
| Generalleutnant        | Fritz von Lossberg   | 1 oktober 1920                      | 1 januari 1925                      |                                                                  |
| Generalleutnant        | Leopold von Ledebur  | 1 januari 1925                      | 28 februari 1928 - 29 februari 1928 |                                                                  |
| Generalleutnant        | Max Föhrenbach       | 1 februari 1928 - 1 maart 1928      | 30 april 1931 - 1 mei 1931          |                                                                  |
| Generalleutnant        | Wolfgang Fleck       | 1 mei 1931                          | 30 september 1934                   |                                                                  |
| Generalleutnant        | Günther von Kluge    | 1 oktober 1934                      | 24 november 1938                    |                                                                  |
| General der Pioniere   | Otto-Wilhelm Förster | 24 november 1938                    | 26 augustus 1939                    |                                                                  |
| General der Infanterie | Gerhard Glokke       | 26 augustus 1939 - 1 september 1939 | 5 juni 1944                         |                                                                  |
| General der Infanterie | Franz Mattenklott    | 14 juni 1944                        | 8 mei 1945                          |                                                                  |

## Politieautoriteiten en SD-diensten
Höherer SS- und Polizeiführer (HSSPF):
- Karl Gutenberger (1 mei 1941 - 8 mei 1945[17])

Inspekteur der Ordnungspolizei (IdO):
- Herbert Becker (1 oktober 1936 - april 1938[18])
- Walter Bierkamp (15 februari 1941 - 24 juni 1942[19])

Befehlshaber der Ordnungspolizei (BdO):
- Otto Schumann (1 december 1942 - 23 augustus 1943[20])

## Höhere Kommandeur der Kriegsgefangenen
- SS-Obergruppenführer en Generaal in de Waffen-SS Karl Gutenberger (1 oktober 1944 - 8 mei 1945[21][22])